# Gigantochloa levis
Gigantochloa levis là một loài thực vật có hoa trong họ Hòa thảo. Loài này được (Blanco) Merr. mô tả khoa học đầu tiên năm 1916.